# Škofija Nelson
Škofija Nelson je rimskokatoliška škofija s sedežem v Nelsonu (Britanska Kolumbija, Kanada).

## Geografija
Škofija zajame področje 124.272 km² s 365.000 prebivalci, od katerih je 65.000 rimokatoličanov (17,8 % vsega prebivalstva).
Škofija se nadalje deli na 31 župnij.

## Škofje
- Martin Michael Johnson (18. julij 1936-27. november 1954)
- Thomas Joseph McCarthy (5. maj 1955-9. november 1958)
- Wilfrid Emmett Doyle (9. november 1958-6. november 1989)
- Peter Joseph Mallon (6. november 1989-9. junij 1995)
- Eugene Jerome Cooney (15. marec 1996-danes)